# Consejo General Vasco
El Consejo General Vasco (CGV; en euskera: Eusko Kontseilu Nagusia) fue el órgano preautonómico del País Vasco (España), que existió entre enero de 1978 y abril de 1980, cuando una vez aprobado el Estatuto de Autonomía del País Vasco y realizadas las elecciones autonómicas, se formó el primer Gobierno Vasco tras la llegada de la democracia a España.

## Antecedentes: Asamblea de Parlamentarios Vascos
En mayo de 1977 diversas fuerzas políticas vascas (Partido Nacionalista Vasco, Partido Socialista de Euskadi, Euskal Sozialistak Elkartzeko Indarra, Partido Comunista de Euskadi, Democracia Cristiana Vasca y Acción Nacionalista Vasca) firmaron el denominado «Compromiso Autonómico», donde se acordaba que fuesen los parlamentarios vascos y navarros salidos de las elecciones constituyentes quienes redactasen el futuro estatuto de autonomía.
Tras la celebración de las elecciones, a las que varios de los partidos firmantes del Compromiso (PNV, PSE-PSOE y ESEI) concurrieron con una lista común, el Frente Autonómico, al Senado, se constituyó la Asamblea de Parlamentarios Vascos (19 de junio de 1977), en la que se integraron todos los diputados y senadores electos en las cuatro provincias, a excepción de los parlamentarios navarros de la Unión de Centro Democrático (tres diputados y tres senadores en la provincia, del total de cinco y cuatro parlamentarios respectivamente), que se oponían a la integración de Navarra en una autonomía conjunta.

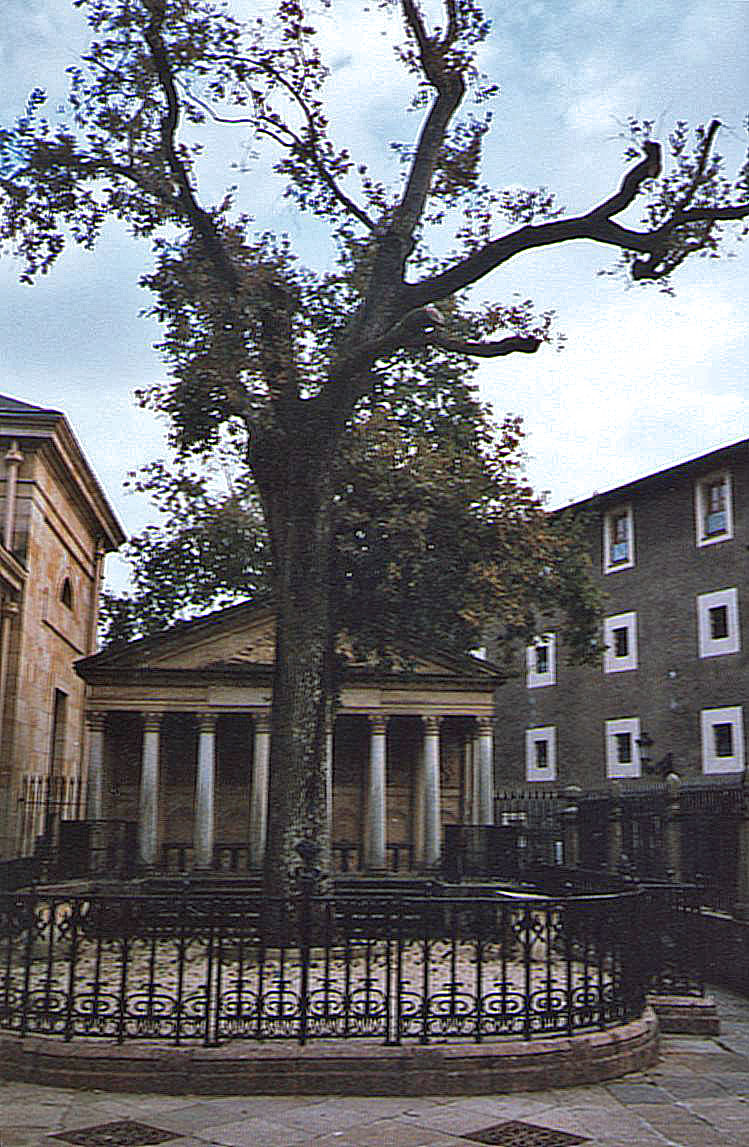
Casa de Juntas de Guernica, donde se constituyó la Asamblea de Parlamentarios Vascos el 19 de junio de 1977 (roble de Guernica en primer plano).

El Gobierno de Adolfo Suárez no quiso abordar la concesión de autonomía para el País Vasco y Cataluña antes de la aprobación de la Constitución, por lo que propuso unos regímenes preautonómicos para toda España, a fin de asentar el futuro Estado autonómico, recibiendo ya la transferencia de algunas competencias. A lo largo de varios meses, la Asamblea de Parlamentarios trabajó en un proyecto preautonómico, que debía ser aprobado por la Asamblea y aceptado por el Gobierno. El borrador del proyecto ("Proyecto de Decreto-Ley de Régimen Transitorio Preautonómico para el País Vasco"), consensuado por el PSE-PSOE y el PNV fue aprobado por la Asamblea el 17 de septiembre de 1977. Sin embargo, quedó a la espera de la negociación del mismo con el gobierno. Varios escollos aparecieron en dicha negociación, siendo el más importante la cuestión de Navarra, en donde la UCD había obtenido la mayoría de los representantes parlamentarios. La cuestión se resolvió al aceptar la UCD la posibilidad de incorporación de Navarra al órgano preautonómico cuatriprovincial, dejándola en manos del órgano foral correspondiente, al tiempo que el PNV accedía a la necesidad de realización de un referéndum para que dicha incorporación, si la decidiese el órgano correspondiente, fuese definitiva.
Así, el Gobierno, mediante un decreto-ley promulgado el 4 de enero de 1978, creó el Consejo General Vasco (CGV) como institución preautonómica vasca, apenas tres meses después de haber restaurado la Generalidad de Cataluña (29 de septiembre de 1977). El decreto preveía que las tres provincias vascas y Navarra pudiesen adherirse al Consejo (y formar parte así de la preautonomía, lo que sería el primer paso para una autonomía cuatriprovincial). La decisión para unirse al Consejo se hacía recaer, en primera instancia, a los diputados y senadores elegidos en cada provincia, y de forma definitiva, mediante decisión de las Juntas Generales, en el caso de las provincias vascas, y del órgano foral correspondiente (el cual, según otro decreto-ley promulgado ese día, sería acordado por el Gobierno y la Diputación Foral de Navarra posteriormente). Las normas de elección para dichos órganos serían fijadas un año después, tras la aprobación de la Constitución, mediante reales decretos el 26 de enero de 1979 (en el caso de Navarra, se determinó cuál sería el órgano foral competente para solicitar la incorporación al Consejo General Vasco, el Parlamento de Navarra y el modo de elección), y las primeras elecciones a las Juntas Generales y al Parlamento de Navarra se hicieron coincidir con las elecciones municipales de 1979. Los parlamentarios de Álava, Guipúzcoa y Vizcaya acordaron que sus provincias se uniesen al Consejo General. Los de Navarra decidieron lo contrario.

## Funciones y composición
De acuerdo con el Real-Decreto por el que se creaba el Consejo (oficialmente Consejo General del País Vasco), este estaba compuesto por:
1. Un presidente, con funciones representativas
2. El Pleno, convertido en «gobierno provisional» con funciones meramente gestoras.

No se prevé la transferencia de ninguna transferencia concreta. Así, el Consejo sería meramente ejecutivo. Los asuntos más importantes que trató el Consejo fueron:
1. El concierto económico, creándose comisiones mixtas para el estudio de propuestas a remitir al Gobierno central.
2. La cuestión de Navarra.
3. El proyecto de Estatuto de Autonomía del País Vasco.[11]

### Primer Consejo General Vasco (1978-1979)
Este primer Consejo, según los resultados electorales de junio de 1977, debía de tener como representación proporcional 6 miembros del PSOE, 6 del PNV y 3 de UCD, si bien PNV y PSOE llegaron a un acuerdo para permitir la presencia de Euskadiko Ezkerra. Además de los objetivos generales sobre el concierto económico, la situación de Navarra y el estatuto de autonomía, el primer Consejo adoptó como bandera la ikurriña, convirtiéndose así en oficial por vez primera desde el final de la Guerra Civil; eligió a los representantes vascos para el proceso de negociación en el establecimiento de la policía autónoma vasca: Juan María Bandrés, José María Benegas, Enrique Casas, José Ángel Montoya, Juan José Pujana Arza y Jesús María Viana y adoptó varias declaraciones, entre las cuales destacaron la primera, en la que se reconocía la necesidad de que las elecciones de junio de 1977 fueran el «primer paso» en el proceso democratizador de la sociedad española y vasca, apostando por la elaboración de una «constitución democrática que contemple la posibilidad de acceso al autogobierno de los diferentes pueblos del Estado español», y la que otorgaba preeminecia al diálogo para construir la nueva democracia «frente a otras vías empleadas por los sectores más radicalizados», considerando «toda violencia, no solo morálmente como rechazable, sino también políticamente inaceptable», al tiempo que tendía una mano a ETA-militar y ETA-político militar para «entrevistarse» con el Consejo y establecer «las bases para una normalización de la vida ciudadana».

#### Composición
El primer Consejo General Vasco se constituyó el 17 de febrero de 1978 bajo la presidencia del socialista Ramón Rubial. Tenía la siguiente composición:

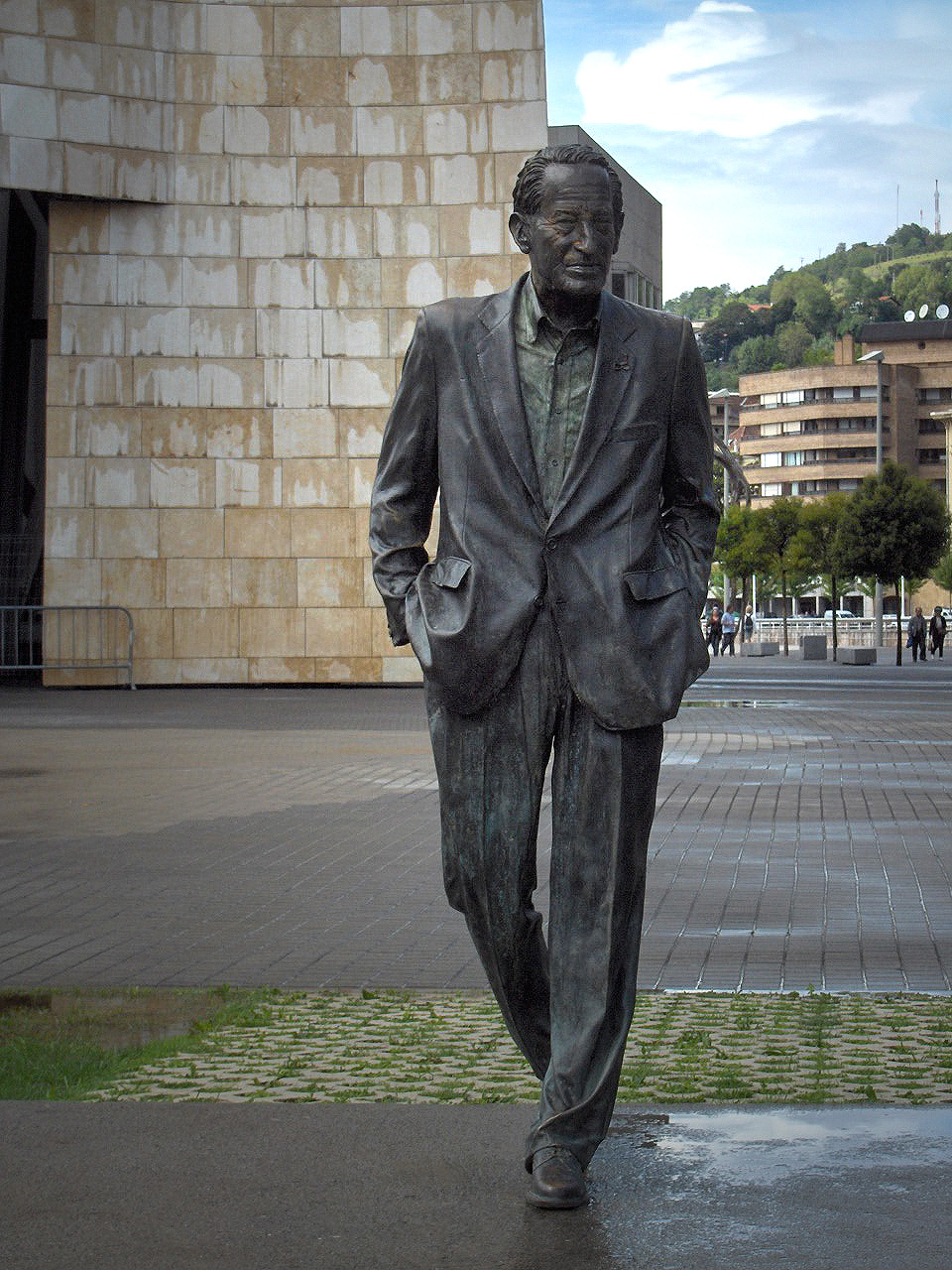
Estatua de Ramón Rubial, primer presidente del Consejo General Vasco
Conjunto escultórico de Casto Solano, junto al museo Guggenheim de Bilbao.

| Consejo General Vasco 17 de febrero de 1978-9 de junio de 1979                                                                     |                        |                  |                  |                          |
| Cargo | Titular                | Partido político | Partido político | Comentarios              |
| Presidente | Ramón Rubial           |                  | PSE              |                          |
| Consejero de Educación | Carlos Santamaría      |                  | EAJ-PNV          |                          |
| Consejero de Sanidad y Seguridad Social                                                                                            | Andoni Monforte        |                  | EAJ-PNV          |                          |
| Consejero de Industria, Comercio y Pesca                                                                                           | Mikel Isasi            |                  | EAJ-PNV          |                          |
| Consejero de Economía y Hacienda                                                                                                   | Juan María Ollora      |                  | EAJ-PNV          | Desde 1979               |
| Consejero de Ordenación Territorial, Urbanismo y Medio Ambiente                                                                    | Juan de Ajuriaguerra   |                  | EAJ-PNV          | Falleció en 1978         |
| Consejero de Ordenación Territorial, Urbanismo y Medio Ambiente                                                                    | Juan José Pujana       |                  | EAJ-PNV          | Sustituyó al anterior    |
| Consejero de Transportes y Comunicaciones                                                                                          | Juan María Bandrés     |                  | EE               |                          |
| Consejero de Trabajo | Juan Iglesias Garrigos |                  | PSE              | Dimitió en enero de 1979 |
| Consejero de Cultura | José Antonio Maturana  |                  | PSE              |                          |
| Consejero de Justicia | José Antonio Aguiriano |                  | PSE              |                          |
| Consejero de Interior | José María Benegas     |                  | PSE              |                          |
| Consejero de Agricultura | Pedro Morales          |                  | UCD              |                          |
| Consejero de Obras Públicas y Vivienda                                                                                             | Jesús María Viana      |                  | UCD              |                          |
| Consejero sin cartera | Juan Echevarría        |                  | UCD              |                          |
| Partidos políticos: • Partido Socialista de Euskadi • Partido Nacionalista Vasco • Euskadiko Ezkerra • Unión de Centro Democrático |                        |                  |                  |                          |

### Segundo Consejo General Vasco (1979-1980)
El segundo Consejo General Vasco se constituyó en junio de 1979, una vez realizadas las elecciones generales, municipales y forales de dicho año. Como características del mismo se daba la circunstancia de una mayor implantación del Partido Nacionalista Vasco en detrimento del PSOE, un mapa político más heterogéneo y la división del nacionalismo independentista de izquierdas entre Euskadiko Ezkerra, que apuesta sin equívocos por la vía democrática y pacífica y por la elaboración del estatuto de autonomía en el marco de la nueva constitución, y Herri Batasuna, que apuesta por la ruptura y no respalda el proceso democratizador.

#### Composición
Bajo la presidencia de Carlos Garaikoetxea, del Partido Nacionalista Vasco, el segundo Consejo quedó formado por:

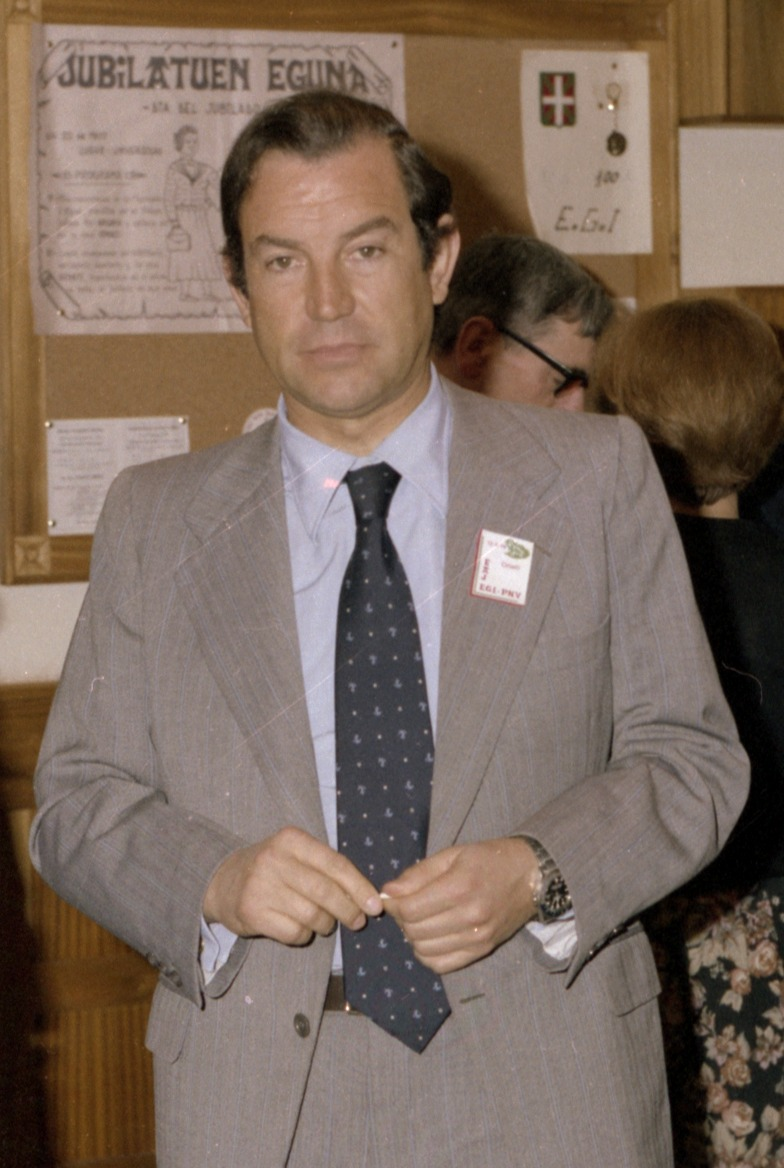
Carlos Garaikoetxea, segundo y último presidente del Consejo General Vasco, en 1979.

| Consejo General Vasco 9 de junio de 1979-9 de abril de 1980                                                                        |                        |                  |                  |             |
| Cargo | Titular                | Partido político | Partido político | Comentarios |
| Presidente | Carlos Garaikoetxea    |                  | EAJ-PNV          |             |
| Consejero de Exterior | Mikel Isasi            |                  | EAJ-PNV          |             |
| Consejero de Interior | José María Benegas     |                  | PSE              |             |
| Consejero de Obras Públicas y Vivienda                                                                                             | Jesús María Viana      |                  | UCD              |             |
| Consejero de Transportes y Comunicaciones                                                                                          | Juan María Bandrés     |                  | EE               |             |
| Consejero de Agricultura | Félix Ormazabal        |                  | EAJ-PNV          |             |
| Consejero de Cultura | Ángel Olarte           |                  | EAJ-PNV          |             |
| Consejero de Hacienda | José Antonio Aguirre   |                  | EAJ-PNV          |             |
| Consejero de Educación, Universidades e Investigación                                                                              | Carlos Santamaría      |                  | EAJ-PNV          |             |
| Consejero de Industria, Energía y Pesca                                                                                            | José Luis Robles       |                  | EAJ-PNV          |             |
| Consejero de Ordenación Territorial, Urbanismo y Medio Ambiente                                                                    | Juan José Pujana       |                  | EAJ-PNV          |             |
| Consejero de Sanidad y Seguridad Social                                                                                            | Andoni Monforte        |                  | EAJ-PNV          |             |
| Consejero de Comercio | Carlos Solchaga        |                  | PSE              |             |
| Consejero de Justicia | José Antonio Aguiriano |                  | PSE              |             |
| Consejero de Trabajo | Juan Iglesias          |                  | PSE              |             |
| Consejero de Administración Local                                                                                                  | Ángel García           |                  | PSE              |             |
| Consejero de Economía | José Antonio Ramírez   |                  | UCD              |             |
| Consejero de Obras Públicas y Vivienda                                                                                             | Alfredo Marco          |                  | UCD              |             |
| Consejero de Turismo | Jaime Mayor            |                  | UCD              |             |
| Partidos políticos: • Partido Nacionalista Vasco • Partido Socialista de Euskadi • Unión de Centro Democrático • Euskadiko Ezkerra |                        |                  |                  |             |